# Јан Оплетал
Јан Оплетал (чеш. Jan Opletal, 1. јануар 1915 – 11. новембар 1939) је био студент Медицинског факултета Карловог универзитета у Прагу, који је тешко рањен приликом антинацистичких демонстрација на прослави Дана независности Чехословачке 28. октобра 1939. године, услед чега је преминуо две недеље касније.
На његовој сахрани 16. новембра, окупило се много студената и универзитетских професора, како би исказали свој протест. Нацистичке власти су искористиле ову сахрану да би се додатно обрачунале са студентима антифашистима, те је уследило затварање чешких универзитета и интернирање око 1.200 студената у концентрациони логор Захсенхаузен
Оплетал је симбол чешког отпора нацистичкој окупацији.

## Сећања
Савез социјалистичке омладине је 17. новембра 1989. године, на 50. годишњицу затварања чешких универзитета, организовао демонстрације које су израсле у Плишану револуцију.

## Признања
- Орден Томаша Гарига Масарика I степена, додељен постхумно 1996. године